# Robert Filmer

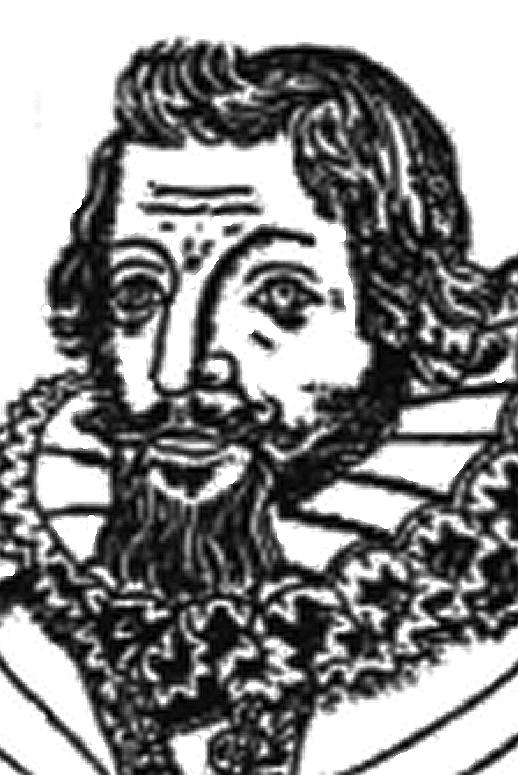
Robert Filmer

Robert Filmer (* c. 1588; † 26. Mai 1653 in East Sutton, Kent) war ein englischer politischer Theoretiker und in der Zeit des englischen Bürgerkriegs  der wichtigste englische Vertreter des absoluten Gottesgnadentums der englischen Monarchie. In der Nachwelt blieb vor allem John Lockes Gegenschrift Two Treatises Of Government in Erinnerung, die als Entgegnung auf Filmers politische Anschauungen entstand.

## Leben und Werk
Der Sohn von Sir Edward Filmer studierte ab 1604 am Trinity College, Cambridge, und war wie seine Familie ein überzeugter Anhänger von Karl I. Angeblich plünderte die New Model Army während des Bürgerkrieges das Familienanwesen zehnmal.
1648 entschied sich Filmer, seine ersten Schriften zugunsten des Königs im Konflikt mit dem Parlament zu veröffentlichen. In seinen Schriften bildet die Bibel die Grundlage seiner Argumentation, aus der er das Recht der Könige ableitet, über ihre Untertanen zu herrschen. Am Anfang der Weltgeschichte gab Gott bekanntlich Adam die Autorität über all seine Nachkommen. Noah erbte diese Autorität von Adam. Filmer bezieht sich dann auf die Überlieferung, dass Noah über das Mittelmeer fahrend die drei Kontinente der damals bekannten Welt (Europa, Asien, Afrika) an seine Söhne Sem, Ham und Jafet übertrug. Diese wiederum gaben das Recht, über Nachkommen und Diener zu herrschen, an ihre Nachkommen weiter, auf die sie schließlich auf die Herrschenden zu Filmers Zeit überging. Die Macht ist daher gottgegeben und absolut.
Das Problem, dass ein Mann durch den unergründlichen Willen Gottes an die Macht kommt, ohne ein Nachkomme Noahs zu sein, löst Filmer damit, dass es nicht primär auf die körperliche Verwandtschaft zum König ankomme, sondern dass das Faktum selbst, dass jemand die absolute Macht hat, ein gottgegebenes Naturrecht sei. Der König unterliege keiner menschlichen Kontrolle. Er ist nicht durch die Worte und Taten seiner Vorfahren gebunden, für die er nichts kann, sondern durch seine eigenen, da es unmöglich ist, dass ein Mensch ein Gesetz über sich selber ausspricht: Gesetze müssen von anderen Menschen gegeben werden als denjenigen, die sie befolgen. In Bezug zur englischen Verfassung schrieb er 1648 in Freeholders Grand Inquest touching our Sovereign Lord the King and his Parliament, dass die Lords den König nur beraten und die Commons den Parlamentsakten nur ihre Zustimmung geben, während der König die alleinige Quelle der Gesetze sei. Es war für Filmer unvorstellbar, dass Menschen den König richten oder gar absetzen, da sie dann Richter über ihr eigenes Gesetz wären.
Eine vollständige Zusammenfassung findet sich in Patriarcha, or the Natural Power of Kings. Das Werk wurde erst 1680, mehr als 20 Jahre nach Filmers Tod, veröffentlicht. Auf dieses Buch bezog sich Lockes Entgegnung.

## Schriften
- Robert Filmer: Patriarcha. Herausgeber Peter Schröder, Philosophische Bibliothek, Felix Meiner 2019